# 陈捷 (政治学家)
陈捷，政治學家、中国问题实证研究专家。曾任职于美国詹姆斯·麦迪逊大学、爱德华大学、老领地大学。亦曾担任美国智库威尔逊国际学者中心研究员及美国福布莱特学者。入选中华人民共和国教育部2008年度"长江学者"特聘教授。现为香港中文大学（深圳）人文社科學院副院長（研究生教育、科研）。

## 著作
- 《中国城市的大众政治支持》
- 《国家的盟友：私营企业家与中国的政治变迁》
- 《中国的中产阶级及其政治变迁》。